# The Gladiators
The Gladiators (no Brasil, Os gladiadores: a saga de Espártaco) é romance histórico escrito pelo autor húngaro Arthur Koestler, e publicado em 1940. Trata sobre a revolta de escravos liderada por Espártaco, no século I a.C.

## Apresentação da obra
No ano 73 a.C., um punhado de escravos fugiu de uma escola de gladiadores, em Cápua. Entre eles, havia um trácio chamado Espártaco. Assim começou aquela que seria a mais importante e cruenta revolta de escravos ocorrida em toda a história da Itália Romana , a chamada Terceira Guerra Servil. Em certo momento, Espártaco estava à frente de milhares de escravos fugidos de seus donos, que acorriam de todos os pontos da península para engrossar as fileiras do exército servil. Além deles, também camponeses sem terra, proletários urbanos e outros desvalidos sociais se juntaram aos rebeldes, numa luta desesperada e desigual contra a oligarquia patrícia que dominava Roma e a maior parte do mundo mediterrâneo.
A epopéia de Espártaco e daqueles milhares de anônimos que combateram e morreram ao seu lado, é descrita nesse vigoroso romance de Arthur Koestler, desde os fulgurantes sucessos iniciais, passando pela tentativa fracassada de fundar, na Lucânia, um estado socialista de tipo utópico, até o trágico fim diante das legiões de Crasso.
Em se tratando de um autor politizado, como Koestler, ex-comunista húngaro, decepcionado com os rumos da Revolução Soviética sob o tacão do stalinismo,  o romance não poderia deixar de conter inúmeras referências, claras ou sutis, às lutas sociais contemporâneas, expondo-lhes seus enganos e contradições que, não raro, têm conduzido esses movimentos de massa a encruzilhadas e becos sem saída.
O Espártaco de Koestler é um homem taciturno, quase sombrio, que se debate entre o vago ideal de uma sociedade igualitária e a realidade crua, dura e muitas vezes confusa de seu tempo, que o faz sentir-se arrastado para caminhos tortuosos, que ele não escolheu seguir.
Dos corpos pendentes das seis mil cruzes que o banqueiro Marco Licínio Crasso fez erguer, ao longo da via Ápia, exala o odor de sangue e suor de todas as vítimas que, ao longo de séculos, têm pago com a vida a audácia de se revoltarem contra uma ordem social injusta e desumana.